# 明吉摩河

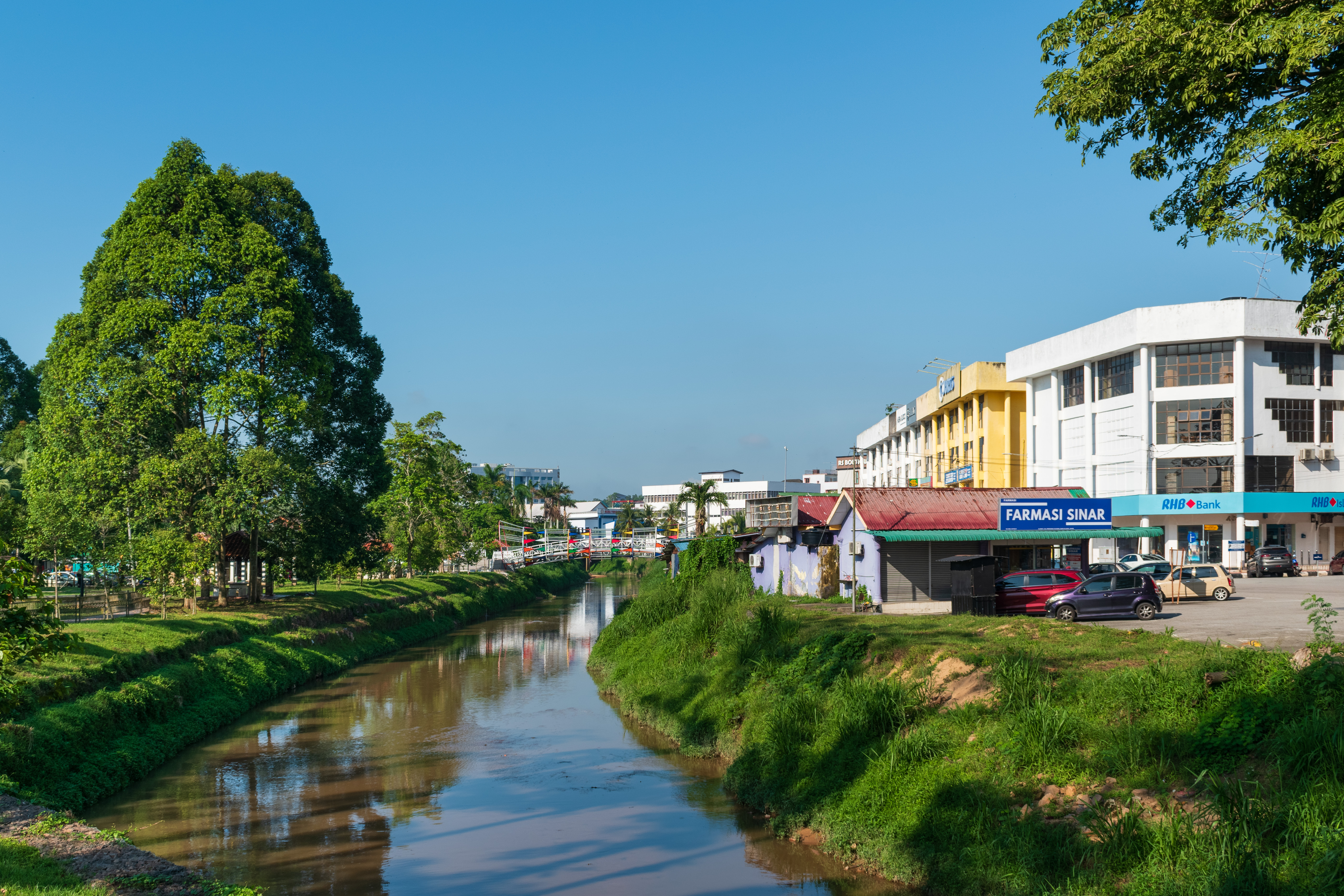
明吉摩河流经居銮一段

明吉摩河（英語：Mengkibol River）是位于马来西亚柔佛州居銮市的一条河流，贯穿居銮市区，也是兴楼河的支流之一。每逢雨季常洪水泛滥，其中最严重的一次是1969年居銮水灾。
此外，该河流也因长期受到污染而经常变色。

## 历史
早期的明吉摩河，只有毛申律靠近旧加冕戏院一带河上，建有钢骨水泥大桥。七十年代后，加以扩建成双向四条车道。此外，陶沙路与南峇街（后延伸至陶沙村交通圈），苏丹娜街尾，联成花园可可路与甘榜马来由之间，只有木桥横跨其上。八十年代初，麻坡画家浩于豪经常率学生到此写生，留下不少美丽的画面。由于人口增加迅速，车辆流量频密，八十年代以后，当局增建了几座钢骨水泥大桥，包括红毛丹路、惹兰勿刹、哇央路通真德路、苏丹娜街尾、陈成龙路通巴士总站，加速了市区的发展，改变了市容观瞻。
2008年12月9日，经过持续12个小时的大雨，明吉摩河水位已上涨至警戒水平。

## 文化
居銮中华中学校歌第一句歌词“南山高，銮水长”指的就是南峇山和明吉摩河。